# Paulina württembergi királyné
Paulina württembergi királyné, született Paulina württembergi hercegnő (németül: Herzogin und Königin Pauline von Württemberg, teljes nevén Pauline Therese Luise; Riga, 1800. szeptember 4. – Stuttgart, 1873. március 10.) württembergi hercegnő, házassága révén Württemberg királynéja.

## Élete
Paulina hercegnő Lajos Frigyes Sándor württemberg–tecki herceg és Henrietta nassau–weilburgi hercegnő harmadik leányaként jött világra 1800-ban. Édesapja sokat köszönhetett orosz kapcsolatainak – nővére, Zsófia Dorottya hercegnő ugyanis Marija Fjodorovnaként cárné lett –, többek között így szerezte meg a herceg Riga kormányzóságát. Paulina hercegnő legidősebb nővéréből, Mária Dorottyából később magyar nádorné és osztrák főhercegné lett.
1820. április 15-én Paulina hercegnő feleségül ment unokatestvéréhez, I. Vilmos württembergi királyhoz, akinek a harmadik felesége lett. Férje második neje Jekatyerina Pavlovna orosz nagyhercegnő volt, akivel mindketten rokoni kapcsolatban álltak. Paulina királyné példaképként tekintett elődjére, aki egyébként két gyermekkel is megajándékozta Vilmos királyt. I. Vilmos és Paulina házasságából három gyermek született:
- Katalin Friderika hercegnő (1821. augusztus 24. – 1898. december 6.), Frigyes Károly württembergi herceg felesége
- Károly Frigyes herceg (1823. március 6. – 1891. október 6.) Károly néven Württemberg királya
- Auguszta Vilma hercegnő (1826. október 4. – 1898. december 3.) Hermann szász–weimar–eisenachi herceg neje.

A király és Paulina házassága nem volt boldog; a királyné nehezen tudta elviselni I. Vilmos kapcsolatát Amalie von Stubenrauchhal, emellett az uralkodó folyamatosan éreztette feleségével idegenkedését. Házasságuk utolsó éveit külön élve töltötték el; Paulina királyné Svájcba költözött. A király végrendeletében nyilvánosságra is hozta Paulina királyné iránti érzéseit, ugyanis kizárta az örökségéből.
Paulina királyné nagy népszerűségnek örvendett Württembergben. Számos utcát és téret szenteltek emlékének Stuttgartban, Esslingen am Neckarban és Friolzheimben. Jószolgálati tevékenységei közül kiemelkedő a szegény gyermekek számára alapított Paulinenpflege. A friedrichshafeni apácák által vezetett alapítványi kórház, a Königin-Paulinen-Stift is az ő nevét viseli.
Paulina anyakirályné 1873. március 10-én hunyt el Stuttgartban.